# Mandawar (Bijnor)
Mandawar is een nagar panchayat (plaats) in het district Bijnor van de Indiase staat Uttar Pradesh. 

## Demografie
Volgens de Indiase volkstelling van 2001 wonen er 19.565 mensen in Mandawar, waarvan 52% mannelijk en 48% vrouwelijk is. De plaats heeft een alfabetiseringsgraad van 39%. 